# Nao Kazami
Nao Kazami (風見 尚, Kazami Nao) est un athlète japonais, né le 9 avril 1983, adepte de la course d'ultrafond, détenant le record du monde des 100 km sur route depuis 2018.

## Biographie
Nao Kazami détient le record du monde des 100 km sur route – et qui fait mieux que les catégories piste et salle – en 6 h 9 min 14 s, le 24 juin 2018,,. Il bat d'une minute et six secondes le précédent record sur piste de Don Ritchie détenu depuis 40 ans, juste une semaine après la mort de Ritchie. À noter que l’IAU n’a pas encore reconnu le record, la qualité du parcours du lac Saroma étant controversée,.

## Records personnels
Statistiques ultra de Nao Kazami d'après la Deutsche Ultramarathon-Vereinigung (DUV) :
- Marathon : 2 h 13 min 33 s au marathon de Tokyo en 2020[7]
- 50 km route : 2 h 56 min 25 s aux 50 km Jingu Gaien, Japon, en 2017
- 100 km route : 6 h 9 min 14 s aux 100 km du lac Saroma, Japon, en 2018